# نستور گیلن
نستور گیلن (انگلیسی: Néstor Guillén; زاده ۲۸ ژانویهٔ ۱۸۹۰ – درگذشته ۱۲ مارس ۱۹۶۶) وکیل، سیاستمدار و قاضی اهل بولیوی بود. او از ۲۱ ژوئیه ۱۹۴۶ تا ۱۵ اوت ۱۹۴۶ رئیس‌جمهور بولیوی بود.
نستور گیلن در ۱۲ مارس ۱۹۶۶، در سن ۷۶ سالگی در لاپاز درگذشت.